# Sorbus folgneri
Sorbus folgneri är en rosväxtart som först beskrevs av Camillo Karl Schneider, och fick sitt nu gällande namn av Alfred Rehder. Sorbus folgneri ingår i släktet oxlar, och familjen rosväxter. Utöver nominatformen finns också underarten S. f. duplicatodentata.